# فريدريش لودويغ يان
فريدريش لودويغ يان (بالإنجليزية: Friedrich Ludwig Jahn)‏ (و. 1778 – 1852 م) هو تربوي، ومدرس ألماني، توفي في فرايبورغ، عن عمر يناهز 74 عاماً.

## مناصب
تولى منصب عضو برلمان فرانكفورت.

## التعليم
تعلم في جامعة غرايفسفالت.

## روابط خارجية
- فريدريش لودويغ يان على موقع الموسوعة البريطانية (الإنجليزية)
- فريدريش لودويغ يان على موقع ديسكوغز (الإنجليزية)